# Ikarus Orkan
Die Ikarus Orkan war ein zweimotoriger leichter Bomber bzw. Angriffsflugzeug des jugoslawischen Flugzeugherstellers Ikarus bei Zemun.
Im Jahr 1940 wurde ein Prototyp gebaut; der Zweite Weltkrieg, der auch Jugoslawien 1941 erfasste, verhinderte die weitere Entwicklung des Flugzeugs.
Die Ikarus Orkan wurde von zwei 14-Zylinder-Doppelsternmotoren Fiat A.74 RC.38 mit je 840 PS angetrieben, war in gemischter Bauweise ausgelegt und erreichte eine Höchstgeschwindigkeit von etwa 550 km/h in 4000 Metern Höhe.

## Technische Daten
| Kenngröße                    | Daten |
| ---------------------------- | --- |
| Besatzung                    | 2 |
| Spannweite                   | 13,25 m |
| Länge                        | 10,00 m |
| Höhe                         | 3,20 m |
| Flügelfläche                 | 26,00 m² |
| Flügelstreckung              | 6,8 |
| durchschnittliche Startmasse | 4.500 kg |
| Antrieb                      | zwei Fiat A.74 RC.38 mit je 840 PS (618 kW)                                                                           |
| Höchstgeschwindigkeit        | 468 km/h in Bodennähe 545 km/h in 4000 m                                                                              |
| Dienstgipfelhöhe             | 11.000 m |
| Reichweite                   | 1.200 km |
| Bewaffnung                   | eine 20-mm-Bordkanone (60 Schuss), ein 12,7-mm-MG (250 Schuss), drei 7,92-mm-MG (je 250 Schuss), bis zu 400 kg Bomben |